# 巴基斯坦真鮡
巴基斯坦真鮡，為輻鰭魚綱鯰形目鮡科的其中一種，為熱帶淡水魚類，分布於亞洲巴基斯坦、印度及孟加拉淡水流域，體長可達18公分，棲息在沙底質底層水域，生活習性不明，可做為食用魚。

## 扩展阅读
維基物種上的相關：巴基斯坦真鮡